# 西藏亚菊
西藏亚菊（学名：Ajania tibetica）为菊科亚菊属的植物。分布在印度、俄罗斯以及中国大陆的西藏、四川等地，生长于海拔3,900米至4,700米的地区，一般生于山坡，目前尚未由人工引种栽培。